# Christopher Spring
Christopher Spring (* 1951 in London) ist ein britischer Maler, Buchautor und Kurator für Afrikanische Kunst.
Christopher Spring erwarb den Titel Master of Arts am Brasenose College der University of Oxford. Außerdem besuchte er die Londoner Kunstschule Heatherley School of Fine Art. Seit 1987 ist er Kurator der Afrikasammlung am British Museum. Sein Schwerpunkt dort ist die Zeitgenössische Kunst Afrikas. Als Autor widmete er sich verschiedener Aspekte afrikanischer Kunst, unter anderem Textilien aber auch historischen Waffen.

## Publikationen
- 1989:	African Textiles. 2. Auflage London 1997
- 1989:	Swords and Hilt Weapons. London.
- 1991:	African Textile Design. Kyoto.
- 1993: African Arms and Armour. London und Washington, D.C.
- 1995: North African Textiles. London und Washington, D.C.
- 2000: Africa: Arts and Cultures. London.
- 2002: Silk in Africa. London.
- 2008: Angaza Afrika: African Art Now. London, New York und Kapstadt
- 2009: African Art in Detail. London und Washington
- 2012: African Textiles Today. London